# Кубанские казаки (фильм)
«Кубанские каза́ки» — советская музыкальная комедия, снятая на киностудии «Мосфильм» в 1949 году режиссёром Иваном Пырьевым по сценарию Николая Погодина. Премьерный показ кинокартины состоялся 26 февраля 1950 года.

## Сюжет
Два кубанских колхоза — «Красный партизан» и «Заветы Ильича» — соперничают друг с другом в социалистическом соревновании. Непростые отношения складываются между двумя их председателями — «лихим казаком» Гордеем Гордеевичем Вороном и молодой вдовой Галиной Ермолаевной Пересветовой. Делегации обоих колхозов едут на осеннюю ярмарку.
Соперничество двух колхозов осложняется взаимной любовью двух передовиков, Николая Ковылёва и Даши Шелест. На пути их любви стоит Гордей Ворон, который вырастил Дашу как дочь. Также он опасается, что за любовью стоит попытка председателя соседнего колхоза, Пересветовой, переманить ценного работника к себе. Сопротивление Ворона усиливается, когда ему кажется, что на конкурсе самодеятельности птичницы из «Заветов Ильича» высмеивают его в частушке, а Пересветова сравнивает его с ишаком.
Даша уже взрослая девушка и желает сама строить свою личную жизнь. Она договаривается с Вороном, что их спор должна решить судьба, а именно ставка на скачках во время ярмарки. Спор решается в пользу Даши, так как её возлюбленный выигрывает скачки и приходит первым. Ворон пытается уговорить молодожёнов остаться в его колхозе, но Николай ссылается на обычаи.
Затем проходят соревнования на бричках между председателями колхозов. Галина Ермолаевна приходит к финишу первой, но перед самым финишем придерживает коня и пропускает Гордея Гордеевича вперёд. Это было замечено, и выясняется, что Пересветова втайне давно любит Ворона. Эти слухи доходят до председателя колхоза «Красный партизан», и он верхом на коне нагоняет в степи Пересветову, которая в одиночку на бричке возвращается в свой колхоз. Ворон требует признания и получает его.

## В ролях
- Марина Ладынина — Галина Ермолаевна Пересветова, председатель колхоза «Заветы Ильича»
- Сергей Лукьянов — Гордей Гордеевич Ворон, председатель колхоза «Красный партизан»
- Владимир Володин — Антон Петрович Мудрецов, завхоз колхоза «Красный партизан»
- Александр Хвыля — Денис Степанович Корень, районный руководитель
- Сергей Блинников — Марко Данилович Дергач, председатель колхоза «Борьба», друг Ворона
- Клара Лучко — Даша (Дарья Никаноровна) Шелест, звеньевая в колхозе «Красный партизан»
- Екатерина Савинова — Любочка, подруга Даши
- Владлен Давыдов — Коля (Николай Матвеевич) Ковылёв, коневод в колхозе «Заветы Ильича»
- Юрий Любимов — Андрей, друг Николая
- Андрей Петров — Вася Тузов, колхозник, влюблённый в Дашу
- Борис Андреев — Федя Груша, друг Васи
- Елена Савицкая — Никаноровна, птичница
- Валентина Телегина — Христофоровна, птичница
- Владимир Дорофеев — Кузьма Афанасьевич

### В эпизодах
- Константин Сорокин — продавец хомутов
- Владимир Лепко — продавец музыкальных инструментов
- Сергей Ильд — Сергунька
- Виктор Бубнов — товарищ Щербина
- Георгий Светлани — конюх
- Василий Галактионов — полковник

## Съёмочная группа
- Режиссёр — Иван Пырьев
- Автор сценария — Николай Погодин
- Текст песен — Михаила Исаковского и Михаила Вольпина
- Главный оператор — Валентин Павлов
- Композитор — Исаак Дунаевский
- Звукооператор — Вячеслав Лещев
- Художники:
  - декораций — Юрий Пименов, Георгий Турылёв, Борис Чеботарёв
  - костюмов — Константин Урбетис

### Восстановленная версия
- Фильм восстановлен на киностудии «Мосфильм» в 1968 году
  - Режиссёр восстановления — Тамара Лисициан
  - Звукооператор — Валентина Ладыгина

## История
Идея создания картины, в основе сюжета которой лежала бы сельская ярмарка, пришла к Пырьеву после работы над фильмом «Сказание о земле Сибирской». В феврале 1949 года на киностудии «Мосфильм» был одобрен сценарий Николая Погодина с рабочим названием «Весёлая ярмарка». На роль Пересветовой была утверждена супруга Пырьева — Марина Ладынина, которая постоянно снималась в фильмах мужа. На роль Гордея Ворона после долгих поисков и проб был выбран актёр театра имени Вахтангова Сергей Лукьянов.
На роль колхозницы Даши несколько неожиданно утвердили тогда малоизвестную актрису Клару Лучко. Лучко рассказывала, что где-то в коридорах столкнулась с Иваном Пырьевым, и он, взглянув на неё, сказал: «Приходи на пробы!» — хотя в официальном списке актрис, рекомендованных на пробы, Лучко не числилась. По окончании съёмок знакомство Лукьянова и Лучко имело продолжение: они поженились и прожили в браке пятнадцать лет, до кончины Лукьянова.
Съёмки картины прошли в Курганинском районе Краснодарского края (ярмарка), в Новокубанском районе (свадьба), а на ипподроме совхоза-миллионера «Кубань» Гулькевичского района снимались скачки. Пырьеву не понадобилось сильно приукрашивать действительность, хотя декорации ярмарки, которая тогда не проводилась, пришлось строить с нуля.
Сталину приписывают фразу, сказанную им после первого просмотра: «А всё-таки неплохо у нас обстоит с сельским хозяйством». Он же и дал фильму название — «Кубанские казаки».
«Кубанские казаки» — один из советских фильмов, снятых на цветной трофейной плёнке Agfa. Он с большим успехом прошёл в прокате. Особой известностью пользовались песни, которые обрели всенародную популярность.
В 1956 году на XX съезде КПСС Никита Хрущёв обвинил картину в лакировке действительности, и «Кубанские казаки» надолго исчезли с экранов.
В эпоху Брежнева, в 1968 году, картину отреставрировали, отредактировали (убрали атрибуты «культа личности» Сталина), переозвучили (в ряде сцен М. Ладынина переозвучила себя сама, роль С. Лукьянова частично была переозвучена Е. Матвеевым) и вернули зрителю в «обновлённом» варианте, который и ныне идёт по ТВ и тиражируется на видео. Оригинальная версия 1949 года была впервые показана современным зрителям в рамках программы 46-го Московского международного кинофестиваля 23 апреля 2024 года в кинотеатре «Октябрь» в Москве.

## Критика
Руководитель советской кинематографии того времени И. Г. Большаков утверждал, что «сюжет картины строится на жизненно правдивых конфликтах», а песни из фильма получили широкую популярность в народе. К недостаткам он отнёс «несколько эпизодов, напоминающие собой сцены из старинных водевилей, таких, например, как сцена с колхозным счетоводом Мудрецовым, как выступление на вечере самодеятельности старых птичниц и некоторые другие».
Кинокритик Ростислав Юренев писал, что «„Кубанские казаки“ выделялись своей мажорностью, оптимистичностью», и поначалу критика хвалила фильм. Отмечалась «жизненность характеристик основных героев», а также «стремительность ритма всего фильма». Актриса М. Ладынина «со зрелым мастерством показывает сочетание твёрдости человека, убеждённого в своей правоте, уверенного в своей силе, с нежностью, со слабостью любящей женщины, что делает образ привлекательным, человечным». Ещё более сильное впечатление произвёл образ Ворона, созданный артистом Лукьяновым. «Достижением фильма является его цветовое и музыкальное решение», — писал критик.
Однако в дальнейшем «прозвучало немало обвинений в лакировке действительности, в одностороннем и поэтому неверном показе жизни советской деревни». «Действительно, мир, обрисованный в „Кубанских казаках“, условен, идеализирован, — писал Юренев. — В нём нет противоречий, характерных для действительности, нет преодоления трудностей, настоящих конфликтов».
Ещё в эпоху кинематографа 1950-х годов (Хрущёвская оттепель) особенно не скрывалось, что картина сильно приукрашивает советскую действительность и в сущности является кинематографическим мифом. В 1957 году Н. С. Хрущёв привёл её в качестве примера (наряду с кинолентой «Незабываемый 1919-й») слащавых и приторных фильмов.
В сценарии практически отсутствует конфликт, всё, что видит зритель в почти опереточном сюжете, — это столкновение «хорошего с лучшим». Знаменитые ломящиеся от изобилия столы с сельской ярмарки (при том, что 1949 год — это тяжёлое послевоенное время) стали своего рода символом сталинского кино.
С другой стороны, современные критики признавали, что у картин Пырьева есть своё глубокое обаяние, которое подсознательно привлекало к нему зрителей. Мифологизация действительности, утопия на экране становилась только внешней формой, за которой зрители пытались увидеть будущую замечательную послевоенную жизнь.
В фильме же «Кубанские казаки» я чувствую глубокую искренность, которая рождалась в конкретном времени и была после победительной войны попыткой не столько указать конкретную дорогу к счастью, сколько воплощённой полуторачасовой утопией, позволяющей человеку пожить фантастически счастливой жизнью, перевести дыхание, освободиться хотя бы на время киносеанса от тягот, нищеты, неблагополучия реального существования. Что и помогало людям той поры выжить.Владимир Дашкевич

Как писал о картине известный режиссёр Сергей Соловьёв: 
Стиль выдающихся картин «Свинарка и пастух», «Кубанские казаки» — это грандиозно правдивая энергетика империи.
Особо следует отметить работу композитора Исаака Дунаевского, музыка которого придаёт фильму неповторимое обаяние.
Слушая музыку Дунаевского к «Кубанским казакам», понимаешь, что композитор сработал гораздо глубже: и композитор, и — без сомнения — режиссёр словно бы услышали перемены во времени, в глубинных мечтаниях людей. Это-то и удерживает любовь к «Кубанским казакам» и по сегодня. И для меня несомненно, что именно особенность замысла Пырьева позволила композитору создать для фильма подлинно народные песни, вошедшие в память поколений.Владимир Дашкевич
Киновед Р. Юренев писал, что «в меру возможностей и условностей жанра музыкальной комедии, киноводевиля, оперетты — картина правдива». Киновед Нея Зоркая оценивала фильм «как цветной, шумный, весёлый, моментами грустный, искренний и талантливый кинобалаган».

## Документалистика
- Документальный фильм. Автор и ведущий — Александр Казакевич. ООО «Студия „Неофит“» по заказу ВГТРК. 2019 г (20 мая 2018). "Кубанские казаки". А любовь девичья не проходит, нет!.  40 мин. Россия-Культура. {{cite episode}}: |series= пропущен или пуст (справка)